# 楊政 (正統進士)
楊政（1405年—？），字以仁，廣東惠州府博羅縣人，民籍。明朝政治人物。進士出身。

## 生平
廣東鄉試第十名。正統七年（1442年）壬戌科會試第六十八名，殿試登進士第三甲第十七名。

## 家族
曾祖父楊文舉。祖父楊遜興。父亲楊景禮。